# Łzawnik różnozarodnikowy
Łzawnik różnozarodnikowy (Dacrymyces variisporus McNabb) – gatunek grzybów z rodziny łzawnikowatych (Dacrymycetaceae).

## Systematyka i nazewnictwo
Pozycja w klasyfikacji według Index Fungorum: Dacrymyces, Dacrymycetaceae, Dacrymycetales, Incertae sedis, Dacrymycetes, Agaricomycotina, Basidiomycota, Fungi.
Nazwę polską zaproponował Władysław Wojewoda w 2003 r.

## Morfologia
Owocnik
Średnicy 0,5-4 mm, siedzący, lub wyrastający z podłoża na krótkim trzonku. Kształt owocnika dyskowaty, soczewkowaty, poduszeczkowaty lub niemal kulisty. Często owocniki występują grupami, wówczas sąsiednie wskutek nacisku są zdeformowane. Barwa od żółtej do pomarańczowej, kontekst galaretowaty. Powierzchnia gładka lub miejscami nieco szorstka. Hymenofor gładki, występujący na całej powierzchni owocnika.
Cechy mikroskopowe
Strzępki i podstawki ze sprzążkami. Zarodniki cienkościenne o zmiennym kształcie. Początkowo są elipsoidalne lub niemal cylindryczne o rozmiarach  14–17 × 8–9 μm, potem wąsko elipsoidalne i kiełbaskowate, o rozmiarach 18–30 × 6–9 μm. Posiadają od 3–9 przegród poprzecznych, a czasami także 1–2 przegrody podłużne.

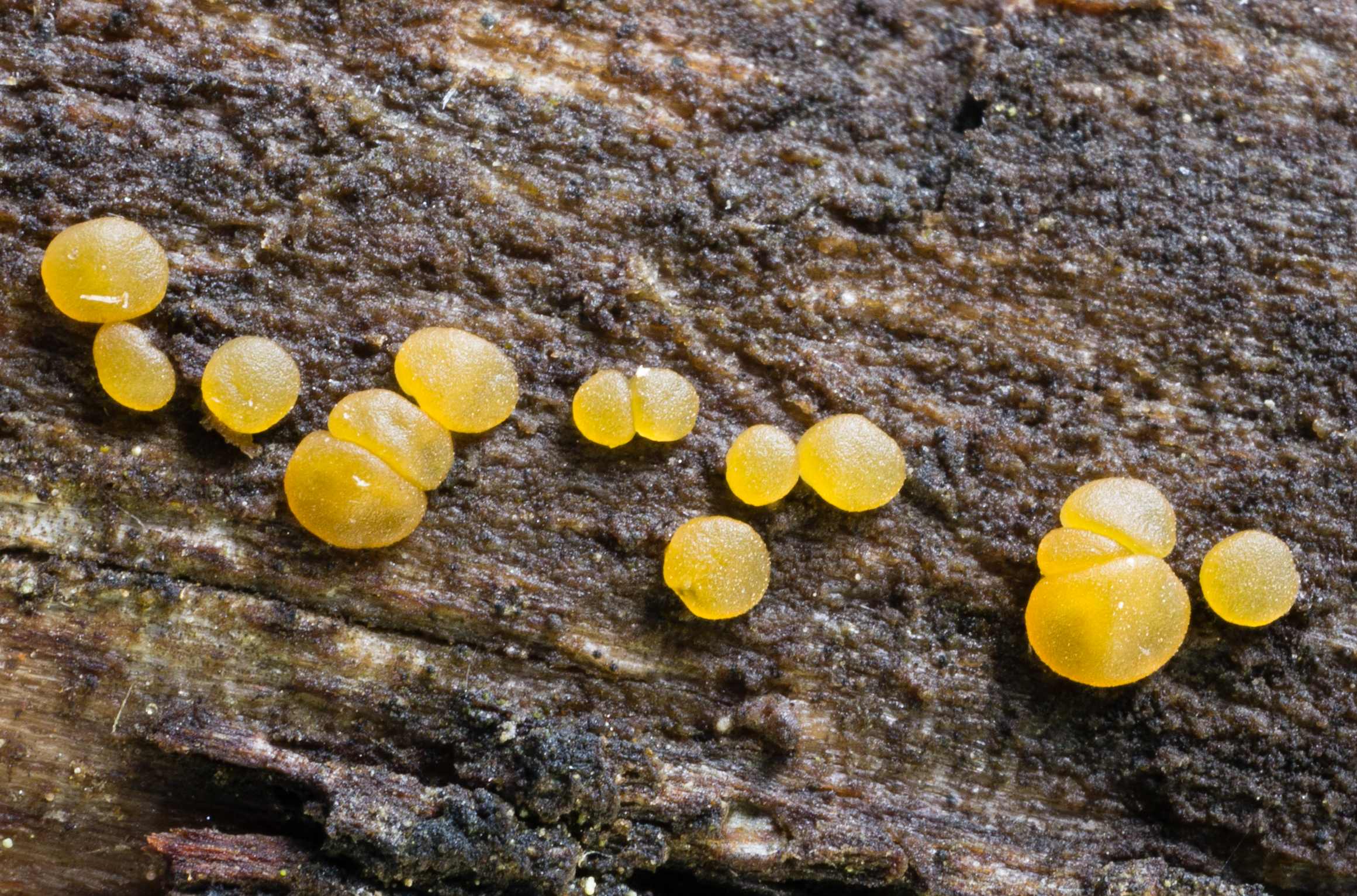
Owocniki
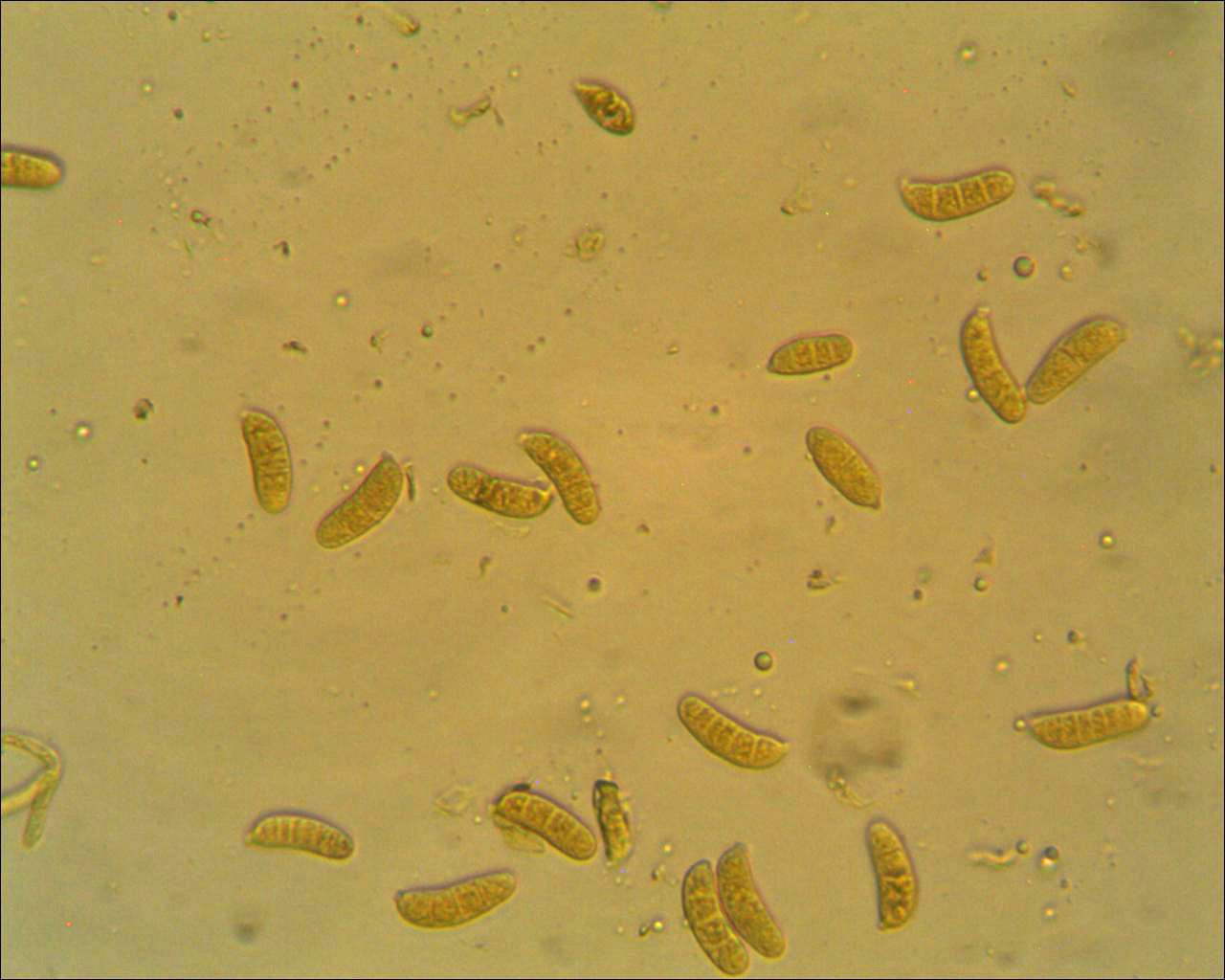
Zarodniki
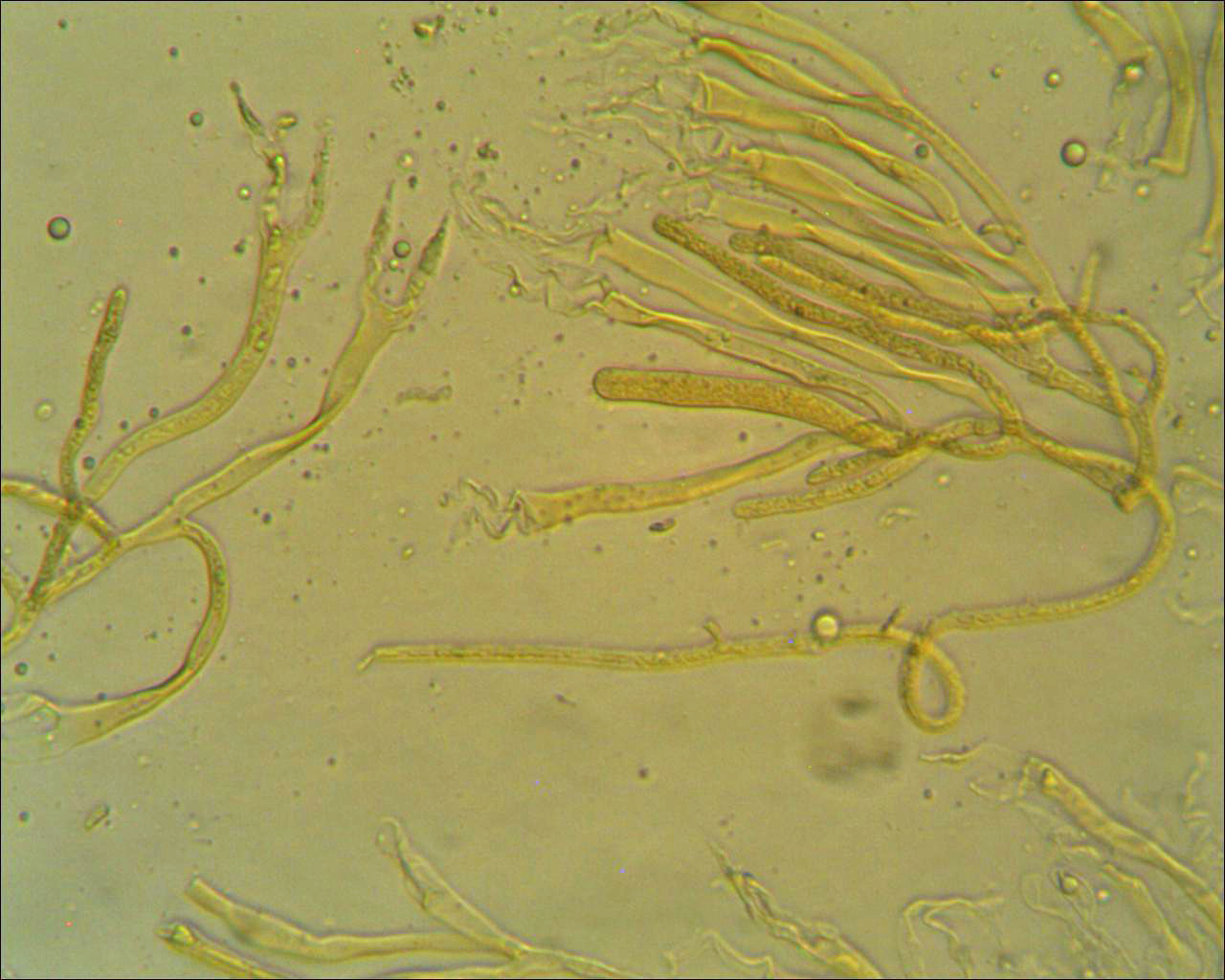

## Występowanie i siedlisko
Podano występowanie tego gatunku w Europie, na Wyspach Kanaryjskich i w Korei. W Europie jest szeroko rozprzestrzeniony od Hiszpanii po Półwysep Skandynawski. Najdalej na północ wysunięte stanowisko znajduje się w Finlandii na 62° szerokości geograficznej. W Polsce słabo zbadany. Do 2003 r. w piśmiennictwie naukowym podano jego stanowiska tylko w Tatrach, opisywany jest jednak na stronach internetowych przez hobbystów.
Występuje w lasach na martwym drewnie drzew i krzewów – na opadłych gałęziach lub pniach, zwłaszcza sosnowych, lub jodłowych. Owocniki pojawiają się przy sprzyjających warunkach od wiosny do jesieni.

## Gatunki podobne
- łzawnik główkowaty (Dacrymyces capitatus). Ma owocniki o wyraźniejszych trzonkach i bardziej kuliste. Strzępki bez sprzążek, zarodniki kiełbaskowate z trzema przegrodami[3]
- łzawnik rozciekliwy (Dacrymyces stillatus) zazwyczaj mający owocniki mniej okrągłe, nieregularne, mniej przeźroczyste. Strzępki bez sprzążek, zarodniki maksymalnie z trzema przegrodami[3]

Pewne rozróżnienie tych gatunków możliwe jest tylko badaniem mikroskopowym.